# Westmoreland (Kansas)
Westmoreland è un comune degli Stati Uniti d'America, situato nello Stato del Kansas, nella contea di Pottawatomie, della quale è il capoluogo.